# Farwell (Míchigan)
Farwell es una villa ubicada en el condado de Clare en el estado estadounidense de Míchigan. En el Censo de 2010 tenía una población de 871 habitantes y una densidad poblacional de 240,38 personas por km².

## Geografía
Farwell se encuentra ubicada en las coordenadas 43°50′13″N 84°52′2″O / 43.83694, -84.86722. Según la Oficina del Censo de los Estados Unidos, Farwell tiene una superficie total de 3.62 km², de la cual 3.51 km² corresponden a tierra firme y (3.22%) 0.12 km² es agua.

## Demografía
Según el censo de 2010, había 871 personas residiendo en Farwell. La densidad de población era de 240,38 hab./km². De los 871 habitantes, Farwell estaba compuesto por el 97.82% blancos, el 0.57% eran afroamericanos, el 0.69% eran amerindios, el 0.11% eran asiáticos, el 0.11% eran isleños del Pacífico, el 0.11% eran de otras razas y el 0.57% pertenecían a dos o más razas. Del total de la población el 1.84% eran hispanos o latinos de cualquier raza.